# سیارک ۱۷۱۴
سیارک ۱۷۱۴ (به انگلیسی: 1714 Sy، نامگذاری:1951OA) هزار و هفتصد و چهاردهمین سیارک کشف شده‌است که در ۲۵ ژوئیه ۱۹۵۱ و در الجزیره کشف شد.
قدر مطلق سیارک برابر ۱۱٫۹۰ است.